# Fabien Cahen
Pour les articles homonymes, voir Cahen.
 (octobre 2015).
Si vous disposez d'ouvrages ou d'articles de référence ou si vous connaissez des sites web de qualité traitant du thème abordé ici, merci de compléter l'article en donnant les références utiles à sa vérifiabilité et en les liant à la section « Notes et références ».
Fabien Cahen, né le 17 janvier 1973 à Poissy (Yvelines), est un auteur-compositeur-interprète et musicien français.

## Biographie
Après son baccalauréat A3 musique, il étudie deux ans à l'American School of Modern Music. Il monte dans les années 90 le groupe Les Voodoo (label Polydor) avec son ami guitariste Thomas Semence. Puis il forme ensuite le groupe rock Cox (label Mercury) dans lequel il passe six années. Deux albums plus tard, il revient en solo avec son propre opus, Marchands de loups (label Mercury). Il signe en édition avec Warner Chappell Publishing en 2005 et leur collaboration va durer 14 ans. Il est passionné par la course à pied et court régulièrement des marathons.

### Influences
BB King, Neil Young, Feist, Bon Iver, Steve Reich, David Wingo, Warren Ellis et aussi les groupes Pearl Jam, Eleven Pictures et Radiohead, auteurs Salinger et William Blake.

### Carrière musicale

#### En groupe
De 1998 à 2004, il est membre du groupe Cox, avec Élisabeth Gatine à la basse et Éric Langlois à la batterie. Il réalise avec eux deux albums, Belle journée (2000) et Rien à perdre (2003) chez Mercury en tant que compositeur et chanteur. Il écrit également les paroles.
Le groupe part en tournée à travers la France à deux reprises, avec notamment plusieurs dates en 2001 et 2003 en première partie de -M-, MUSE , Beck ,The Black Crows à l'Olympia, Joe Strummer à l'Élysée Montmartre.

#### Parcours solo
(octobre 2015).
* Il est guitariste pour différents artistes: Axel Bauer, Zazie, Raphael, Muriel Moreno(Niagara), Marie Espinosa, la Grande Sophie, Cali, Alain Bashung, Daniel Chenevez, Jean-Louis Aubert...
En décembre 2005, Richard Kolinka, ancien batteur du groupe Téléphone, est le parrain d'un nouveau festival de rock qui se tient à Fontenay-sous-Bois en banlieue parisienne, baptisé festival des Aventuriers1. La soirée de clôture est l'occasion d'un concert réunissant quelques amis de Richard : Jean-Louis Aubert, Cali, Raphael, Daniel Darc, -M-, France Cartigny et Fabien Cahen. De cette soirée naît l'idée de créer un super-groupe pour une tournée dans toute la France.
Baptisé les Aventuriers d'un autre monde, d'après le titre de la chanson de Téléphone Un autre monde, cette tournée débute le 11 janvier 2007 lors de la soirée de clôture de la deuxième édition du festival de Fontenay-sous-Bois2. Le groupe réunit cette fois Richard Kolinka, Jean-Louis Aubert, Raphael, Daniel Darc, Cali et Alain Bashung. Ils interprètent ensemble des morceaux issus du répertoire de chacun d'eux et des reprises de classiques du rock. Les recettes du concert sont reversées à l'association fontenaysienne Urbatir. La tournée qui suit passe par Lyon, Marseille, Toulouse, Paris et Lille. Ils s'entourent aussi de quelques invités : Matthieu Chedid, Grand Corps Malade, Abd al Malik et Rachid Taha.
Il ouvre le concert avec sa chanson Love song et participe à la guitare plusieurs fois au cours de la soirée.
- 1er et 2 mars 2006 : Fait la première partie de Jean-Louis Aubert au Bataclan.
- 15 mars 2006 :	Fait la première partie de Jean-Louis Aubert au Zénith[Lequel ?].

Set list : Après tout, Love Song, Peu importe, Et nous et C’est beau la vie.
- 6 novembre 2006 : Sortie de son premier album solo : Marchands de loups
- 2008 :	fait les premières parties de Christophe Willem entre le 15 novembre 2007 et le 14 juin 2008 en tournée en France (Paris, Lyon, Bordeaux, Nantes, Marseille...)

## Vie privée
Fabien Cahen a une fille, Lola, née en août 2002, de sa relation avec Zazie.

### Auteur
- 2000 : Refaire le monde, Au signal, La Vie absolue, Belle journée, Le Cycle éternel, Comme un chien, Voir ailleurs, pour l’album Belle journée de Cox.
- 2003 : Rien à perdre, Des hommes de passage, Et après (avec Zazie), Laissez-moi partir, Je veux vivre, Éphémère, L’Étranger, Tue-moi, Sang militant et Alice (avec Élisabeth Gatine) pour l’album Rien à perdre de Cox.

### Compositeur
- 2000 : L’intégralité des chansons (avec Élisabeth Gatine et Éric Langlois) pour l’album Belle journée de Cox.
- 2001 : Dans la Lune pour l’album La Zizanie de Zazie.
- 2003 : L’intégralité des chansons (avec Élisabeth Gatine et Éric Langlois) sauf Les Anarchistes (de Léo Ferré) pour l’album Rien à perdre de Cox.
- 2005 : La Paix pour l’album Ma vérité de Johnny Hallyday.
- 2005 : Foyalé et Je me croyais fort pour la réédition de l’album Sol En Cirque du collectif Sol en si.
- 2006 : Désolé (avec Pierre Grillet) pour l’album Abracadabra de Florent Pagny.
- 2006 : S'il te plait et Celle que tu crois pour l'album d'Emma Daumas "Effets Secondaires"
- 2010 : Encore (avec Jennifer Ayache) et Elle est mon âme (avec Marie Bastide) pour la comédie musicale de Kamel Ouali Dracula, l'amour plus fort que la mort.
- 2012 : 4 Chansons sur l'Album de Charles Berling
- 2013 : Open Space Circus sur l'album de Florent Mothe
- 2014 : 8 chansons sur l'Album de Julien Loko
- 2016 : Blurry (Boogers/Fabien Cahen) pour le film Adopte un veuf de François Desagnat
- 2016 : Ce qu'ils deviennent et T'es Haut sur l'album de Nach (Anna Chedid)
- 2018 : Tow left feet (Hugues Coltman/Fabien Cahen) film Le gendre de ma vie de François Desagnat
- 2020 : 4 titres dont le single La nuit tombe (Keren Rose/Fabien Cahen) sur l'album de Thierry Amiel
- 2023 : enregistrement et co-composition de la chanson Se Pourrait-il ? pour le chanteur Paul Félix (ex groupe GAmine)
- 2023: composition avec Laurent Szuskin de la musique signature 'Victory' pour le Paris Squash Project
- 2024: production, enregistrement et co-composition du EP de Paul Félix
- 2025: Enregistrement, production et co-composition de l'album de Paul Félix
- 2025: Enregistrement et production du EP de Kate Homsy
- 2025: Enregistrement, production et co-composition de l'album de Stéphanie Sandoz

## Discographie

### Belle journée
Album du groupe Cox sorti le 5 janvier 2000.

### Rien à perdre
Album du groupe Cox sorti le 11 juin 2003.

### Marchands de loups
Album solo de Fabien Cahen sorti le 6 novembre 2006

## Filmographie
Outre dans ses propres clips, Fabien Cahen apparaît plusieurs fois à la télévision pour diverses collaborations, listées ci-après par ordre chronologique.
- 1997 :	clip de Je suis mou de Daniel Chevenez.
- 1998 :	court métrage La photo de Marie-Hélène Mille.
- 1998 : bassiste dans le clip du groupe Savage Garden "Truly, Madly, Deeply"
- 1998 :	publicité d'Ola, opérateur de téléphonie mobile réalisée par Pierre Salvadori
- 1999 :	clip de Les lignes de nos mains de Patricia Kaas.
- 1999 :	clip de Apprends la patience de Daniel Chevenez.
- 2004 : clip Rodeo de Zazie
- 2009 : guitariste dans le film d'Éli Chouraqui, Celle que j'aime
- 2019 : guitariste dans le film La Belle Époque de Nicolas Bedos
- 2021 : bassiste dans le clip du groupe Kador
- 2025 : guitariste dans le clip de Stéphanie Sandoz

## Musiques de films
- 2012 : Le calme avant, court-métrage de Matthieu Moerlen (composition)
- 2012 : Publicité Trésor Midnight Rose Lancôme (arrangements thème publicité)
- 2013 : Zulu, film de Jérome Salle (musiques additionnelles)
- 2013 : Gibraltar, film de Julien Leclercq (musiques additionnelles)
- 2013 : Aux bonheur des ogres, film Nicolas Bary (musiques additionnelles)
- 2014 : Barbecue, film d'Éric Lavaine (cover The Passenger d'Iggy Pop)
- 2014 : Publicité Mademoiselle Nina Ricci (cover Perhaps)
- 2014 : Prêt à tout, film de Nicolas Cuche (musiques additionnelles)
- 2014 : À toute épreuve, film de Antoine Blossier  (musiques additionnelles)
- 2014 : Une rencontre, film de Lisa Azuelos (musiques additionnelles)
- 2015 : Ange et Gabrielle, film de Anne Giafferi (musique additionnelle)
- 2016 : Adopte un veuf, film de François Desagnat (composition) Prix du jury au festival de l'Alpe d'Huez
- 2016 : Retour chez ma mère, film d'Éric Lavaine (composition)
- 2016 : Les Beaux Malaises, mini-série d'Éric Lavaine (composition)
- 2016 : Popsy (Stephen King), court-métrage de Julien Homsy (composition) Œil d'or (Prix du Public) Paris International Fantastic Film Festival
- 2017 : Ariol saison 2, série dessins animés d'Emmanuel Guibert et Marc Boutavant (composition avec Jean-Pierre Pilot)
- 2017 : Publicité Davidoff parfum Cool Water Wave (composition)
- 2017 : L'Embarras du choix, film d'Éric Lavaine (composition) Prix d'interprétation féminine pour Alexandra Lamy au festival de l'Alpe d'Huez
- 2018 : Fleuve noir, film d'Éric Zonca (musiques additionnelles)
- 2018 : Publicité Davidoff parfum Cool Water Wave Duo (Composition)
- 2018 : Le Gendre de ma vie, film de François Desagnat (composition)
- 2019 : Famille de cœur, documentaire de Cédric Leprètre et Basile Rose (composition)
- 2020 : Aretha Franklin, Soul sister, documentaire de France Swimberge (composition)
- 2020 : Jane Goodall New Generation, documentaire de Pascal Sarrago et Florian Brisotto (composition)
- 2020 : De la rue à l'abri, documentaire de Claire Lajeunie (composition)
- 2020 : Avis de tempête, téléfilm de Bruno Garcia (composition)
- 2021 : Une vie d'amour, documentaire de Cédric Leprètre et Basile Rose (composition)
- 2021 : Primates en sursis, le combat d'Amandine, documentaire de Pascal Sarrago (composition)
- 2021 : La science a mauvais genre, documentaire de Laure Delalex (composition)
- 2022 : Menace sur Kermadec, téléfilm de Bruno Garcia (composition) Trophée de la fiction unitaire 2022
- 2022 : Ariol, L'affaire Pouyastruc et Le Film coucoule, dessin animé d'Emmanuel Guibert et Marc Boutavant, (composition avec JP Pilot)
- 2023 : Lame de fond, téléfilm de Bruno Garcia (composition)
- 2023 : The Mamas & the Papas, documentaire de France Swimberge (composition)
- 2023 : Greens au vert, documentaire de Pascal Sarrago (composition)
- 2023 : Le repas des animaux, court-métrage d'Olivier Barthélémy (composition) Prix Excellence Canada Shorts films festival
- 2024 : Publicité Chaine thermale du soleil réalisée par Guillaume Couret (composition)
- 2024 : R.I.P., Film écrit et réalisé par Olivier Barthélemy pour le Nikon Festival (composition)
- 2024 : 4 Saisons en Forêt, films réalisés par Laure Fourcade pour l'ONF (composition)
- 2024 : Vivre sans travailler, documentaire réalisé par France Swimberge pour Arte Tv (composition)
- 2025 : Ce Reflet, documentaire réalisé par Mila Kiss pour France Tv (composition)